# 森のせせらぎ なごみ
森のせせらぎ なごみ（もりのせせらぎ なごみ）は、埼玉県久喜市の日帰り温泉である。

## 日帰り温泉
「森のせせらぎ なごみ」は東北自動車道が県道さいたま栗橋線と接続する久喜インターチェンジにほど近い久喜市江面に、2004年に開業した。JR宇都宮線・東武伊勢崎線久喜駅からは送迎バスが運行されている。
内湯、露天風呂、アロマテラピーを採り入れた香り風呂、サウナ、フィットネスジムなどを備える。内湯のうち、男女各1つの浴槽は完全放流式・加水なし・加温なし・循環ろ過なし・消毒なし・入浴剤なしの条件を満たし、純温泉協会では「純温泉A」のタイプに分類している。2019年には温泉利用プログラム型健康増進施設として厚生労働大臣の認定を受けた。2023年12月時点で26施設あるうち、同制度の認定は埼玉県内では本施設が唯一である。同館の特徴の一つに砂蒸し風呂があったが2020年に廃止され、代わって高温サウナと炭酸風呂が導入された。

### ウニの養殖
2019年より、新型コロナウイルス感染症の影響で温泉施設や館内の食事処の利用者が減少。経営の打開策を模索する中、岩手県の一関工業高等専門学校と共同で、温泉を利用したウニの閉鎖循環式陸上養殖の研究を開始した。温泉施設の隣接地に4トンの水槽2基を設置。オゾンを利用した水質浄化システム、AIカメラを活用した自動給餌器など最新鋭の設備が整えられた。ウニの生育の適温は18～20℃で、塩化物泉に塩分を加えて塩分濃度を5～6倍に調整するとともに、寒冷時は温泉の熱で温度を維持、高温となる季節には地下水で温度を下げる方法が採られた。青森県八戸市の水産加工会社から、磯焼けの原因となっていた痩せたキタムラサキウニを仕入れ、コンブやワカメなどを与えて約3か月かけて肥育に成功。2024年6月に、温泉施設の食事処で期間限定でウニ丼や焼きウニが提供された。この事業は経済産業省の補助金対象に採択され、発案者の専務は地域の飲食店への出荷や、他種の養殖にも挑戦したいと述べている。

## 運営会社
株式会社山竹が運営する。1947年に創業した燃料店「山中五郎商店」が源流で、プロパンガスの配送先で水回りの改修などの需要が見込めたことから住宅建設部門を独立し、「山中不動産」を設立した。2004年に、久喜市内に日帰り入浴施設「森のせせらぎ　なごみ」を開設、山中不動産から温浴事業を分社化し、株式会社山竹を設立した。本社は温泉施設とは別の、久喜駅近くに位置する。